# Bori (televíziós sorozat)
A Bori (eredeti cím: Meine Freundin Conni) 2012-ben indult német televíziós flash animációs sorozat, amelynek az írója Nana Meyer, a rendezője Henning Windelband, a zeneszerzői Andreas Gensch és Helge Dube, a producerei Henning Windelband, Jana Krämer és Dirk Hampel. A tévéfilmsorozat a Youngfilms, a Digital 360°, a NFP és a ZDF Enterprises gyártásában készült, a Telefilm és a Sony Music Entertainment forgalmazásában jelent meg. Műfaját tekintve oktató film- és ismeretterjesztő filmsorozat. Németországban a KiKA vetítette, Magyarországon az 1. évadot a Minimax sugározta, mindkét évadot az M2 adta, és a JimJam is műsorára tűzte.

## Ismertető
A főszereplő, Bori, egy piros-fehér csíkos pólót visel legszívesebben, és egy piros szalagot köt a hajába. Az állatokat nagyon szereti. Legjobban a pónikat és a cicákat szereti. Bori történetei elmesélik, hogy a kisgyermekek élete is izgalmas. Megannyi felfedezhetőt tartogatnak mindenki számára a mindennapok.

## Szereplők
- Bori (Pekár Adrienn) – A sorozat főszereplője. Mindig valami hasznosat akar megtanulni és csinálni.
- Julcsi – Bori régi barátnője. Miután Bori költözött, megmutatta neki a helyet, hogy azok után hol keresse meg.
- Anna – Bori új barátnője. Költözés után az új játszótéren ismerkedik meg vele és jó barátok lesznek.
- Annika – Bori egy jó barátnője. Egy nap Bori anyukájával együtt elutazik hozzá a farmra. Megmutatja Borinak a család állatait.
- Jakab – Bori öccse. Házimunkát szeret közösen Borival gyakorolni.
- Samu – Bori egy jó barátja, elkíséri Borit és családját egy tengerparti sátorozásra.
- Bori anyja – Anett néni – Borit és Jakabot nagyon jól neveli.
- Bori apja – Borit és Jakabot jól neveli, gyerekeivel minden jót csinál.
- Bori nagymamája – Vigyáz unokáira és megtanít nekik néhány házimunkát.
- Bori nagypapája – Megtesz minden jót az unokáinak.
- Mau – Bori cicája. Egy nap megszökik az állatorvostól és Bori rátalál a házuk közelében. Befogadják és mivel Bori jól viseli gondját, az állatorvos örökbe neki ajándékozza.
- Harald – Úszásoktató, Borit és barátait tanítja úszni.

További magyar hangok: Hámori Eszter, Götz Anna, Lamboni Anna, Menszátor Magdolna, Kökényessy Ági, Szokol Péter, Horváth Andor, Fülöp Jeromos, Kisfalusi Lehel, Zsenge Balázs

## Epizódok

### 1. évad
1. Bori költözik (Conni zieht um)
2. Bori cicát kap (Conni bekommt eine Katze)
3. Bori sátorozni megy (Conni geht zelten)
4. Bori sütni tanul (Conni lernt backen)
5. Bori az oviban alszik (Conni schläft im Kindergarten)
6. Bori és a csikóhal (Conni macht das Seepferdchen)
7. Bori első repülése (Connis erster Flug)
8. Bori a tanyán (Conni auf dem Bauernhof)
9. Bori táncol (Conni tanzt)
10. Bori szülinapja (Conni hat Geburtstag)
11. Bori és az óra (Conni lernt die Uhrzeit)
12. Bori a fogorvosnál (Conni geht zum Zahnarzt)
13. Bori és a piros bringa (Conni lernt Rad fahren)
14. Bori állatkertbe megy (Conni geht in den Zoo)
15. Bori és a húsvéti nyúl (Conni und der Osterhase)
16. Bori lámpást készít (Conni und der Laternenumzug)
17. Bori lovagolni tanul (Conni lernt reiten)
18. Bori pizzát süt (Conni backt Pizza)
19. Bori zenél (Conni macht Musik)
20. Bori síelni megy (Conni fährt Ski)
21. Bori a strandon (Conni am Strand)
22. Bori focizik (Conni spielt Fußball)
23. Bori kirándul (Conni in den Bergen)
24. Bori eltéved (Conni geht verloren)
25. Bori felfedezi a könyveket (Conni entdeckt die Bücher)
26. Bori a doktorbácsinál (Conni geht zum Kinderarzt)

### 2. évad
1. Bori megkeresi Maut (Conni sucht Kater Mau)
2. Bori a várba látogat (Conni auf der Burg)
3. Bori kirándul (Conni auf Waldsafari)
4. Bori és a papírsárkány (Conni lässt Drachen steigen)
5. Bori Julcsiéknál alszik (Conni übernachtet bei Julia)
6. Bori fodrászhoz megy (Conni beim Frisör)
7. Bori és a nagy hó (Conni und der große Schnee)
8. Bori és a békakoncert (Conni und das Froschkonzert)
9. Bori nem megy el idegenekkel (Conni geht nicht mit Fremden mit)
10. Bori és a bébiszitter (Conni und der Babysitter)
11. Bori és a farsang (Conni feiert Fasching)
12. Bori a bolhapiacon (Conni macht Flohmarkt)
13. Bori az építkezésen (Conni auf der Baustelle)
14. Bori kertészkedik (Conni hilft Papa im Garten)
15. Bori, a bohóc (Conni wird Clown)
16. Bori közlekedik (Conni im Straßenverkehr)
17. Bori, a tornász (Conni turnt)
18. Bori korcsolyázik (Conni fährt Schlittschuh)
19. Bori vonaton utazik (Conni fährt Bahn)
20. Bori és a szörny (Conni kann nicht einschlafen)
21. Bori megfázik (Conni und der fiese Schnupfen)
22. Bori hulladékot gyűjt (Conni und der Dreck-weg-Tag)
23. Bori és az advent (Conni im Advent)
24. Bori, a színész (Conni spielt Theater)
25. Bori és a kutya (Conni und der Hundebesuch)
26. Bori és a fejtetű (Conni hat Läuse)